# Петър Матеев
Петър Матеев Матеев е български администратор и дипломат.

## Биография
Роден е на 10 февруари 1850 г. в Котел.
Учи в родния си град, след което завършва протестантския колеж на остров Малта и Робърт колеж в Цариград (1869). Освен в науките, в колежа той се отличава с уменията си в играта крикет, 
гимнастиката и дуела.
Работи в английската поща в Цариград (1869 – 1876).
Съпровожда прочутия британски учен асиролог
Джордж Смит в неговите научни дирения из Месопотамия (1876).
Когато започва Руско-турската освободителна война (1877 – 1878), Петър Матеев отива от Цариград в Румъния, откъдето преминава в България с руските войски, на които сътрудничи.
След Освобождението на България първоначално е назначен за секретар на Апелативния съд в Русе, след което става секретар на британския консул в София Уилям Палгрейв.
През 1879 г. се преселва в Източна Румелия, където бива избран за депутат в Областното събрание и работи като частен секретар и началник на канцеларията на генерал-губернатора Александър Богориди.
През 1887 г. пътува из Европа заедно с политика д-р Константин Стоилов в търсене на нов княз за България.
Служи като главен директор на пощите и телеграфите (1887 – 1893), първи български търговски агент в Одрин (1896 – 1904), дипломатически агент в Атина (1904 – 1905) и главен комисар на българската изложба на изложението в Сейнт Луис (САЩ).
Участва в „Софийска лига на говорещите английски език“.
През 1934 г. издава своето изследване „Велики благодетели на българския народ: Из живота и дейността на А. Лонг, Дж. Вуошбърн, Е. Пиарс, Ю. Скайлер, Мак Гахан и лейди Странгфорд“.
Награден е с ордени „Св. Александър“ ІІІ ст. и „За гражданска заслуга“ ІІ ст.
Умира в София на 28 ноември 1943 г.

## Памет
Петър Матеев завещава личната си библиотека на Народната библиотека в София.
С негови средства е изградена и тържествено осветена на 1 август 1937 г. библиотеката-музей в Котел, която днес носи неговото име. Документите и вещите си дарява на нея и на читалището, например пет глинени плочки с клинопис от 6-ти век пр. Хр. по финансови въпроси, донесени от пътуването му в Месопотамия, пищов от кърджалийското време, турски пушки „Уинчестър“, руска сабя, две рапири за фехтовка, две гилзи от сраженията край връх Шипка от 1878 г., патрони от Балканската война, къс от граната от обсадата на Одрин през 1913 г. и ценни издания.
Обявен е за почетен председател на читалище „Съгласие-Напредък“ и за почетен гражданин на Котел. Една от улиците в града е наречена на неговото име.
Личен архивен фонд № 434 на Петър Матеев се съхранява в Българския исторически архив при Националната библиотека „Св. св. Кирил и Методий“.
Автобиографията му е публикувана.

## Семейство
Петър Матеев произхожда от заможен хаджийски род. Прадядо му е хаджи Матей Хаджигеоргиевич, дядо му – хаджи Петър Хаджиматеев, баща му е Матей Хаджипетров, а майка му – Йова Хаджидачева-Пенкова.
През 1880 г. се жени за Матилда, дъщеря на Костаки Попович, един от основателите на Българското книжовно дружество. Тя играе в трупата на Добри Войников в Браила и е сред първите българки, изявили се в театъра.